# Olé, Olé, Olé

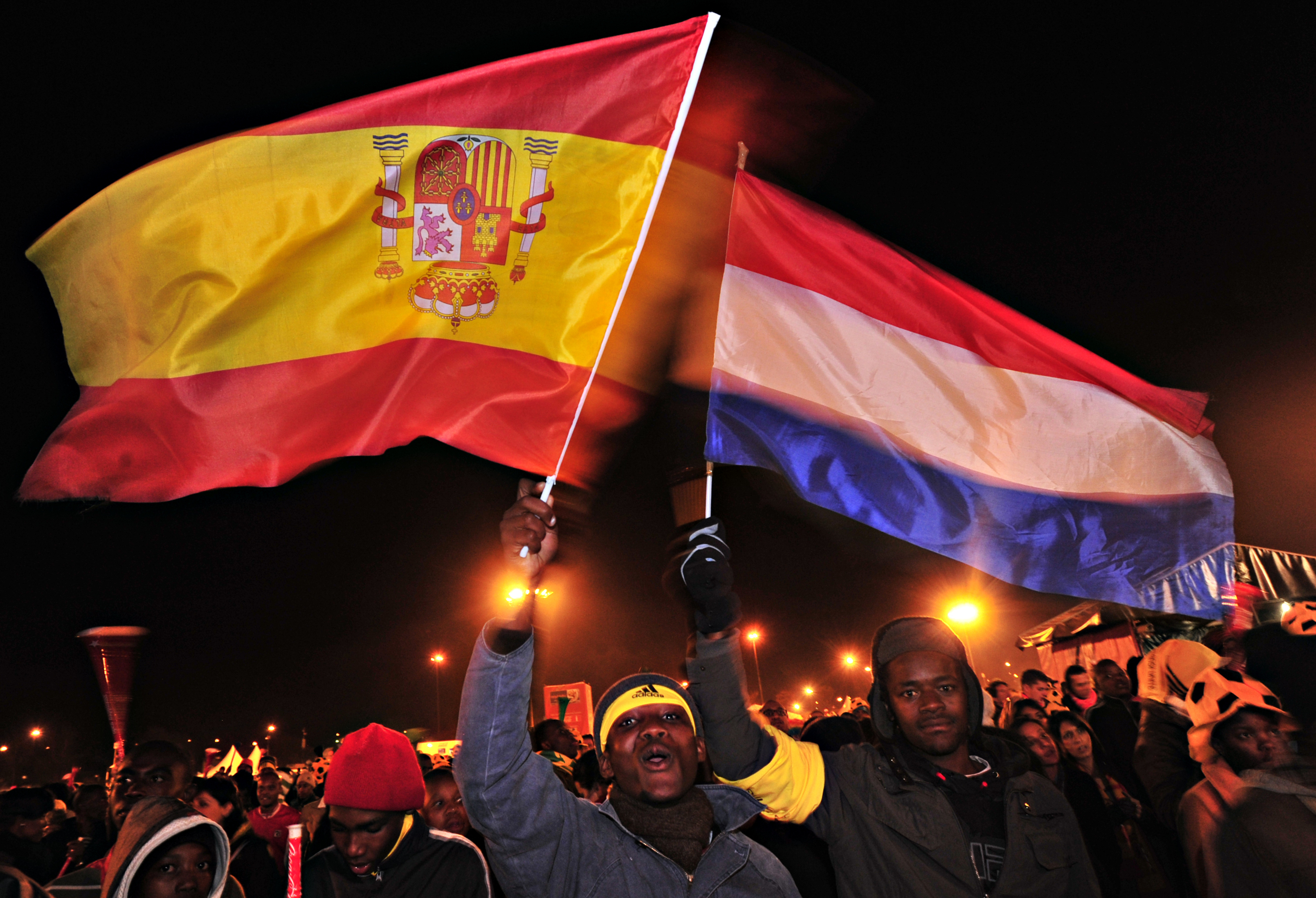
“Olé, Olé, Olé”这个助威口号现在已经被世界各地的球迷广泛运用

“Olé, Olé, Olé”（中文有时会音译为“噢嘞，噢嘞，噢嘞”）是一个起源于西班牙的足球助威口号。

## 起源及使用
“Olé”是源于阿拉伯语（有人认为其源于“‎”（Wa Allah），意为“誓以真主！”，不过仍有异议）的西班牙语中的感叹词，意为鼓励或肯定，这个口号往往会在斗牛比赛中听到，不过现在也常见于体育比赛中。
在1958年巴西博塔弗戈和阿根廷河床在墨西哥的一场比赛中，这个口号首次出现在足球场中。当博塔弗戈的加林查带球时，场中的球迷就会高喊“Olé”，就如同斗牛场一样。
不过根据西班牙报纸先锋报的报道，这个口号用于庆祝则是1982年的事情。1981至1982年西班牙足球甲级联赛最后一轮结束后，皇家社会夺得了西甲冠军。皇家社会的球迷们激动的在他们的主场圣塞瓦斯蒂安的阿托特斯亚体育场中高唱“Campeones, campeones, hobe, hobe, hobe”（意为“冠军，冠军，我们是最棒的”）。这句话最后三个单词是巴斯克语（皇家社会所处的圣塞瓦斯蒂安为巴斯克自治区中吉普斯夸省的省会，巴斯克语是当地的官方语言之一），而在传播到西班牙其他地方时被写作“Oé, Oé, Oé”，而后又被外国人写为“Olé, Olé, Olé”。
现在，在世界各地的足球比赛中大家几乎都能听到这个球迷助威口号，而在冰球比赛中也有出现，比如在加拿大的蒙特利尔加拿大人冰球队获胜时，它的球迷们便会使用这个口号。圣塔芭芭拉加利福尼亚大学篮球队及足球队的支持者们也会使用这个口号，他们还以次创造了个吉祥物，名字就叫“Olé”。
在南美的一些国家中，人们会在“Olé, Olé, Olé”后加上人物的姓名以为此人助威，例如在1991年F1方程式巴西大奖赛中，巴西的车迷在因特拉各斯赛道中呼喊“Olé, Olé, Olé, Senna, Senna”为艾尔顿·塞纳助威。那不勒斯球迷也用这种方式来为迭戈·马拉多纳助威。該助威形式亦會被使用於一些非體育活動中，如2022年底路易斯·伊納西奧·盧拉·達席爾瓦當選總統時其支持者就用「Olê, olê, olê, olá, Lula, Lula」表示祝賀，美國歌手泰勒·斯威夫特舉辦的時代巡迴演唱會於2023年11月在阿根廷布宜諾斯艾利斯的演唱會上觀眾也以「Olé, Olé, Olé, Olé, Taylor, Taylor」作為應援口號。

## 由此延伸出的歌曲

### 安德莱赫特冠军
1985年，比利时汉斯寇·司德音乐公司的老板汉斯·寇司德要音乐人罗兰·威路文和歌手格兰德·乔乔为比利时足球冠军安德莱赫特写一首名叫“安德莱赫特冠军”的歌曲。这首歌由罗兰·威路文和德雅制作完成，乔乔和安德莱赫特的队员们为这首歌灌制了法语和荷蘭语的唱片，唱片同年被Disques Vogue公司发行。在“安德莱赫特冠军”这首歌中已经出现了“ALLEZ, ALLEZ, ALLEZ, ALLEZ, We are the champions”这句合唱（“ALLEZ”同“Olé”一词发音十分接近，不过在法语中有助威之意）。
一年后，他们推出了另外一个版本“E Viva Mexico”，其中首次用英文引入了著名的“Olé, Olé, Olé, Olé, We are the champions”这段合唱。
上述两个版本中“ALLEZ”同“Olé”也许是从西班牙语音译而来发生偏差的问题，不过无从得知。不过这个唱段后来举世闻名，最著名的莫过于1987年的“球迷之歌”中的版本。Chumbawamba1998年的歌曲“Top of the World (Olé, Olé, Olé)”中也运用到这个唱段，这首歌也是1998年世界杯歌曲之一。

### Olé, Olé, Olé（The Name of the Game）
1987年，罗兰·威路文创作了这一系列最著名的一个版本“Olé, Olé, Olé（The Name of the Game）”，他由一个以“球迷”为名的个人或组织灌制，这首歌在中国大陆也往往被译为“球迷之歌”。

### ¡Olé!
美国乐队“The Bouncing Souls”也以此主题创作过一首叫做“¡Olé!”的歌。